# گوجه‌تپه
گوجه تپه مربوط به عصر مس و سنگ - عصر مفرغ - سده‌های اولیه و میانه دوران‌های تاریخی پس از اسلام است و در شهرستان کبودرآهنگ، بخش مرکزی، دهستان سبزدشت، شمال روستای حاتم آباد واقع شده و این اثر در تاریخ ۷ اسفند ۱۳۸۶ با شمارهٔ ثبت ۲۱۶۰۱ به‌عنوان یکی از آثار ملی ایران به ثبت رسیده است.